# Ivanečko Naselje
Ivanečko Naselje – wieś w Chorwacji, w żupanii varażdińskiej, w mieście Ivanec. W 2011 roku liczyła 237 mieszkańców.